# Stéphane Kubiak
Pour les articles homonymes, voir Kubiak.
Stéphane Kubiak est un auteur-compositeur-interprète polonophone français, né le 20 août 1929 à Liévin (France) rue Cuvier et mort le 28 décembre 2007. Son père, Léon, est mineur et coiffeur ; sa mère, Czeslawa, s'occupe du foyer.
Vie professionnelle

## Vie privée
Ses grands parents tiennent une salle de bal à la fosse 3 de Liévin. Son oncle est musicien amateur. A 6 ans, il prend des cours d'accordéon. Très vite, il se met à la batterie, à la guitare puis à la trompette.
Abandonnant l'école, il décide de devenir coiffeur comme son père. A 19 ans, il obtient un CAP puis un brevet professionnel. Parallèlement, il joue avec son frère Casimir lors de mariages et de communions dans la région lensoise. Puis, il devient accordéoniste dans le groupe « Les Tommy Boys » de Thomas Kaczmarek. C'est dans cet orchestre qu'il fait la connaissance d'Hélène Selowajski qui deviendra sa femme.
Naturalisé en 1950, il effectue son service militaire au 5e Régiment d'infanterie « Neederland stein » en Allemagne. Détenteur des permis VL, poids lourd et transport en commun, il doit suivre l'école des sous-officiers de Strasbourg. Il devient alors instructeur : il enseigne la conduite de camions militaires aux jeunes recrues.
Stéphane Kubiak épouse en 1953 à Loos-en-Gohelle Hélène Selowajski, avec laquelle il aura trois enfants : Christian (qui a repris la gérance de l'orchestre paternel en 1991), Catherine et Hervé. La famille deviendra le chœur de l'orchestre Kubiak.

## Discographie

### 33 tours
Parmi ses quelque 40 albums :
- 1974 : Zapomniane Melodje (Mélodies oubliées)
- 1982 : Przy kominku (près de la cheminée)
- 1991 : Gdy tancze z toba (Quand je danse avec toi)
- Stéphane Kubiak et son orchestre -  Or - Barclay

### 45 tours
Parmi les quelque 40 disques :
- 1960 : Esmeralda, Czarne oczki miala, Malarz, Tyrolski walczyk
- Hanienka (45 tr longue durée) [2] - Barclay 76.056

### CD
Parmi la vingtaine de CD :
- Od Wczoraj Do Dzis (D'hier à aujourd'hui)- Stéphane et Christian Kubiak

## Témoignages vidéos
- 1990 Stéphane et Christian KUBIAK. Un Vendredi soir au GAITY
- 1990 Stéphane KUBIAK. Ambiance au GAITY avec BESSARABIANKA
- 1993 Stéphane KUBIAK. Un soir au GAITY Słodka MADONNA
- 1996 Ma mélodie d'amour KUBIAK au GAITY. Moja Droga Ja cie kocham
- 1996 Stéphane KUBIAK. WIWAT WESELE Un soir au GAITY
- 1996 Stéphane et Casimir KUBIAK, BY ZMIENIC SWOJ LOS au GAITY
- 1996 LA PALOMA. KUBIAK au GAITY.
- 1996 KUBIAK au GAITY - TYROLSKI WALCZYK
- 1998 Kubiak à Vimy La Polka des culottes
- 1998 Stéphane Kubiak chante "MARIE LA POLONAISE " en polonais   https://www.youtube.com/watch?v=bPQ04DGBO2g
- 1998 Stéphane KUBIAK et Lucy ADAM chantent  " Tysiące Miast, Miliony Chwil"   https://www.youtube.com/watch?v=q4tj1qnc_mI
- 1998 Catherine et Stéphane KUBIAK.  Nous serons toujours ensemble... Będziemy Zawsze Razem  https://www.youtube.com/edit?o=U&video_id=o9q2Mrk2zcU